# بطولة آسيا للتايكوندو 1994
بطولة آسيا للتايكوندو 1994 (بالإنجليزية: 1994 Asian Taekwondo Championships) هي النسخة الحادية عشرة من بطولة آسيا للتايكوندو، وأُقيمت في ملعب نينوي أكوينو ضمن مجمّع ريزال ميموريال الرياضي بمدينة مانيلا، الفلبين، في الفترة من 28 حتى 30 يناير 1994.
هيمنت كوريا الجنوبية على البطولة وفازت بإحدى عشرة ميدالية ذهبية، بينما فازت تايبيه الصينية بأربع ميداليات جميعها في منافسات السيدات، وحصدت الدولة المستضيفة الفلبين الميدالية الذهبية المتبقية.

## ملخص الميداليات

### الرجال
| Event                | الذهبية                         | الفضية                         | البرونزية                              |
| -------------------- | ------------------------------- | ------------------------------ | -------------------------------------- |
| خفيف الذبابة −50 كجم | تشوي يونغ-هون · كوريا الجنوبية  | علي رحيم زاده · إيران          | روبرتو كروز · الفلبين                  |
| خفيف الذبابة −50 كجم | تشوي يونغ-هون · كوريا الجنوبية  | علي رحيم زاده · إيران          | تان كوك تشن · ماليزيا                  |
| ذبابة −54 كجم        | كو دونغ-وان · كوريا الجنوبية    | محسن شيرزاد · إيران            | لوجي ريياندي · إندونيسيا               |
| ذبابة −54 كجم        | كو دونغ-وان · كوريا الجنوبية    | محسن شيرزاد · إيران            | كومار سوكالينغام · ماليزيا             |
| بانتم −58 كجم        | كيم هيون-يونغ · كوريا الجنوبية  | والتر دين فارغاس · الفلبين     | ألف ديل أورسو · أستراليا               |
| بانتم −58 كجم        | كيم هيون-يونغ · كوريا الجنوبية  | والتر دين فارغاس · الفلبين     | عادل صالح عيسى · البحرين               |
| ريشة −64 كجم         | يانغ جاي-تشول · كوريا الجنوبية  | ياو تشينغ-فو · تايبيه الصينية  | روبرت فارغاس (لاعب تايكوندو) · الفلبين |
| ريشة −64 كجم         | يانغ جاي-تشول · كوريا الجنوبية  | ياو تشينغ-فو · تايبيه الصينية  | هيرويوكي ياماشيتا · اليابان            |
| خفيف −70 كجم         | جونغ كانغ-تشاي · كوريا الجنوبية | وي تشينغ-هونغ · تايبيه الصينية | راميليتو أبراتيك · الفلبين             |
| خفيف −70 كجم         | جونغ كانغ-تشاي · كوريا الجنوبية | وي تشينغ-هونغ · تايبيه الصينية | فو ترونغ توان · فيتنام                 |
| ولتر −76 كجم         | أرنولد أتيينزا · الفلبين        | ليو تسو-يين · تايبيه الصينية   | Nguyễn Đăng Khánh · فيتنام             |
| ولتر −76 كجم         | أرنولد أتيينزا · الفلبين        | ليو تسو-يين · تايبيه الصينية   | جيتندر كومار راي · ماليزيا             |
| وسط −83 كجم          | بارك جونغ-بوم · كوريا الجنوبية  | عمار فهد سبيحي · الأردن        | مجيد أمين ترابي · إيران                |
| وسط −83 كجم          | بارك جونغ-بوم · كوريا الجنوبية  | عمار فهد سبيحي · الأردن        | خالد الحارثي · السعودية                |
| ثقيل +83 كجم         | كيم جي-كيونغ · كوريا الجنوبية   | فرزاد زراخش · إيران            | وو باو-يي · تايبيه الصينية             |
| ثقيل +83 كجم         | كيم جي-كيونغ · كوريا الجنوبية   | فرزاد زراخش · إيران            | فراس طلال · الكويت                     |

### السيدات
| Event                | الذهبية                                      | الفضية                        | البرونزية                              |
| -------------------- | -------------------------------------------- | ----------------------------- | -------------------------------------- |
| خفيف الذبابة −43 كجم | لو يويه-يينغ · تايبيه الصينية                | دايانغ أتيكا · ماليزيا        | Nguyễn Thị Như Phước · فيتنام          |
| خفيف الذبابة −43 كجم | لو يويه-يينغ · تايبيه الصينية                | دايانغ أتيكا · ماليزيا        | يانغ سو-هي · كوريا الجنوبية            |
| ذبابة −47 كجم        | لي سون-يونغ · كوريا الجنوبية                 | سانجينا بايدية · نيبال        | إلين أزينيث أونغ · الفلبين             |
| ذبابة −47 كجم        | لي سون-يونغ · كوريا الجنوبية                 | سانجينا بايدية · نيبال        | فيكي سينيري · أستراليا                 |
| بانتم −51 كجم        | جين يونغ-سون · كوريا الجنوبية                | تانغ هوي-وين · تايبيه الصينية | تريشيا بوجيدا · الفلبين                |
| بانتم −51 كجم        | جين يونغ-سون · كوريا الجنوبية                | تانغ هوي-وين · تايبيه الصينية | Nguyễn Thị Thu Thủy · فيتنام           |
| ريشة −55 كجم         | ليو تشاو-تشينغ · تايبيه الصينية              | شين دونغ-سون · كوريا الجنوبية | أليكس فان هورسن · أستراليا             |
| ريشة −55 كجم         | ليو تشاو-تشينغ · تايبيه الصينية              | شين دونغ-سون · كوريا الجنوبية | ريتا إليس (لاعبة تايكوندو) · إندونيسيا |
| خفيف −60 كجم         | تشن يي-آن · تايبيه الصينية                   | نيليا سي · الفلبين            | كانغ هاي-يون · كوريا الجنوبية          |
| خفيف −60 كجم         | تشن يي-آن · تايبيه الصينية                   | نيليا سي · الفلبين            | فوبي تريسنواتي · إندونيسيا             |
| ولتر −65 كجم         | بان لي-تشي · تايبيه الصينية                  | يوريكو أوكاموتو · اليابان     | تشو هيانغ-مي · كوريا الجنوبية          |
| ولتر −65 كجم         | بان لي-تشي · تايبيه الصينية                  | يوريكو أوكاموتو · اليابان     | ليديا زاكس · أستراليا                  |
| وسط −70 كجم          | بارك سون-مي · كوريا الجنوبية                 | هسو جو-يا · تايبيه الصينية    | مارايتس خافيير · الفلبين               |
| وسط −70 كجم          | بارك سون-مي · كوريا الجنوبية                 | هسو جو-يا · تايبيه الصينية    | أونغ بي لان · سنغافورة                 |
| ثقيل +70 كجم         | كيم تاي-هي (لاعبة تايكوندو) · كوريا الجنوبية | أنيس ديوي · إندونيسيا         | تشونغ ماي إن · سنغافورة                |
| ثقيل +70 كجم         | كيم تاي-هي (لاعبة تايكوندو) · كوريا الجنوبية | أنيس ديوي · إندونيسيا         | بياتريز تيوسيكو · الفلبين              |

## جدول الميداليات
*   البلد المضيف (مضيف)
| المرتبة | فريق           | ذهبية | فضية | برونزية | المجموع |
| ------- | -------------- | ----- | ---- | ------- | ------- |
| 1       | كوريا الجنوبية | 11    | 1    | 3       | 15      |
| 2       | تايبيه الصينية | 4     | 5    | 1       | 10      |
| 3       | الفلبين        | 1     | 2    | 7       | 10      |
| 4       | إيران          | 0     | 3    | 1       | 4       |
| 5       | إندونيسيا      | 0     | 1    | 3       | 4       |
| 5       | ماليزيا        | 0     | 1    | 3       | 4       |
| 7       | اليابان        | 0     | 1    | 1       | 2       |
| 8       | نيبال          | 0     | 1    | 0       | 1       |
| 8       | الأردن         | 0     | 1    | 0       | 1       |
| 10      | فيتنام         | 0     | 0    | 4       | 4       |
| 10      | أستراليا       | 0     | 0    | 4       | 4       |
| 12      | سنغافورة       | 0     | 0    | 2       | 2       |
| 13      | الكويت         | 0     | 0    | 1       | 1       |
| 13      | السعودية       | 0     | 0    | 1       | 1       |
| 13      | البحرين        | 0     | 0    | 1       | 1       |
| المجموع | المجموع        | 16    | 16   | 32      | 64      |

## وصلات خارجية
- الموقع الرسمي للاتحاد العالمي للتايكوندو